# Модулярный идеал
Модулярный идеал или регулярный идеал ― правый (левый) идеал {\displaystyle I} кольца {\displaystyle R}, обладающий следующим свойством: в кольце {\displaystyle R} найдется хотя бы один такой элемент {\displaystyle e}, что для всех {\displaystyle x\in R} разность {\displaystyle x-ex} принадлежит {\displaystyle I} (соответственно {\displaystyle x-xe\in I}).
Элемент {\displaystyle e} называется левой (правой) единицей по модулю идеала {\displaystyle I}.

## Свойства
- В кольце с единицей всякий идеал является модулярным.
- Всякий собственный модулярный правый (левый) идеал можно вложить в максимальный правый (левый) идеал, который автоматически будет модулярным.
- Пересечение всех максимальных модулярных правых идеалов ассоциативного кольца совпадает с пересечением всех максимальных модулярных левых идеалов и является радикалом Джекобсона этого кольца.